# Агустинія
Агустинія (Agustinia ligabuei) — вид вимерлих ящеротазових динозаврів монотипного роду Agustinia з групи завроподоморфів, що жили в ранньому крейдяному періоді (близько 116–100 млн років тому), на території нинішньої Південної Америки. Скам'янілості були знайдені в провінції Неукен (формація Lohan Cura) в Аргентині. Вперше описаний палеонтологом Хосе Бонапарте в 1999 році.